# Wahlkreis Glasgow North
| Glasgow North       |
| ------------------- |
| Glasgow North       |
| Gebildet            |
| 2005                |
| Abgeordneter        |
| Patrick Grady (SNP) |
| Regionen            |
| Glasgow             |

Glasgow North ist ein Wahlkreis für das Britische Unterhaus. Er wurde 2005 geschaffen und deckt die nördlichen Gebiete der Council Area Glasgow ab. Der Wahlkreis entsendet einen Abgeordneten.
Vor den Unterhauswahlen 2005 deckten zehn Wahlkreise die Council Area Glasgow ab, reichten jedoch auch über die Grenzen Glasgows hinaus. 2005 wurde die Wahlkreisstruktur überarbeitet und Glasgow in sieben Wahlkreise untergliedert, die alle innerhalb der Grenzen der Council Area liegen und diese vollständig abdecken. In diesem Zuge wurde der Wahlkreis Glasgow North gebildet.

## Wahlergebnisse

### Unterhauswahlen 2005
| Ergebnisse der Unterhauswahlen 2005 | Ergebnisse der Unterhauswahlen 2005 | Ergebnisse der Unterhauswahlen 2005 | Ergebnisse der Unterhauswahlen 2005 |
| Partei                              | Kandidat                            | Stimmen                             | %                                   |
| ----------------------------------- | ----------------------------------- | ----------------------------------- | ----------------------------------- |
| Labour                              | Ann McKechin                        | 11.001                              | 39,4                                |
| Liberal Democrats                   | Amy Rodger                          | 7663                                | 27,5                                |
| SNP                                 | Kenneth McLean                      | 3614                                | 12,9                                |
| Conservative                        | Brian Pope                          | 2441                                | 8,7                                 |
| Green                               | Martin Bartos                       | 2135                                | 7,7                                 |
| Socialist                           | Nick Tarlton                        | 1067                                | 3,8                                 |

### Unterhauswahlen 2010
| Ergebnisse der Unterhauswahlen 2010 | Ergebnisse der Unterhauswahlen 2010 | Ergebnisse der Unterhauswahlen 2010 | Ergebnisse der Unterhauswahlen 2010 | Ergebnisse der Unterhauswahlen 2010 |
| Partei                              | Kandidat                            | Stimmen                             | %                                   | ±                                   |
| ----------------------------------- | ----------------------------------- | ----------------------------------- | ----------------------------------- | ----------------------------------- |
| Labour                              | Ann McKechin                        | 13.181                              | 44,5                                | +5,1                                |
| Liberal Democrats                   | Katy Gordon                         | 9283                                | 31,4                                | +3,9                                |
| SNP                                 | Patrick Grady                       | 3530                                | 11,9                                | −1,0                                |
| Conservative                        | Erin Boyle                          | 2089                                | 7,1                                 | −1,6                                |
| Green                               | Martin Bartos                       | 947                                 | 3,2                                 | −4,5                                |
| BNP                                 | Thomas Main                         | 296                                 | 1,0                                 | +1,0                                |
| TUSC                                | Angela McCormick                    | 287                                 | 1,0                                 | +1,0                                |

### Unterhauswahlen 2015
| Ergebnisse der Unterhauswahlen 2015 | Ergebnisse der Unterhauswahlen 2015 | Ergebnisse der Unterhauswahlen 2015 | Ergebnisse der Unterhauswahlen 2015 | Ergebnisse der Unterhauswahlen 2015 |
| Partei                              | Kandidat                            | Stimmen                             | %                                   | ±                                   |
| ----------------------------------- | ----------------------------------- | ----------------------------------- | ----------------------------------- | ----------------------------------- |
| SNP                                 | Patrick Grady                       | 19.610                              | 53,1                                | +41,2                               |
| Labour                              | Ann McKechin                        | 10.315                              | 27,9                                | −16,6                               |
| Conservative                        | Lauren Hankinson                    | 2901                                | 7,9                                 | +0,8                                |
| Green                               | Martin Bartos                       | 2284                                | 6,2                                 | +3,0                                |
| Liberal Democrats                   | Jade O’Neil                         | 1012                                | 2,7                                 | −28,7                               |
| UKIP                                | Jamie Robertson                     | 486                                 | 1,3                                 | +1,3                                |
| TUSC                                | Angela McCormick                    | 160                                 | 0,4                                 | −0,6                                |
| Cannabis Is Safer Than Alcohol      | Russell Benson                      | 154                                 | 0,4                                 | +0,4                                |

### Unterhauswahlen 2017
| Ergebnisse der Unterhauswahlen 2017 | Ergebnisse der Unterhauswahlen 2017 | Ergebnisse der Unterhauswahlen 2017 | Ergebnisse der Unterhauswahlen 2017 | Ergebnisse der Unterhauswahlen 2017 |
| Partei                              | Kandidat                            | Stimmen                             | %                                   | ±                                   |
| ----------------------------------- | ----------------------------------- | ----------------------------------- | ----------------------------------- | ----------------------------------- |
| SNP                                 | Patrick Grady                       | 12.597                              | 37,6                                | −15,5                               |
| Labour                              | Pam Duncan-Glancy                   | 11.537                              | 34,5                                | +6,6                                |
| Conservative                        | Stuart Cullen                       | 4935                                | 14,7                                | +6,8                                |
| Green                               | Patrick Harvie                      | 3251                                | 9,7                                 | +3,5                                |
| Liberal Democrats                   | Calum Shepherd                      | 1153                                | 3,4                                 | +0,7                                |

### Unterhauswahlen 2019
| Ergebnisse der Unterhauswahlen 2019 | Ergebnisse der Unterhauswahlen 2019 | Ergebnisse der Unterhauswahlen 2019 | Ergebnisse der Unterhauswahlen 2019 | Ergebnisse der Unterhauswahlen 2019 |
| Partei                              | Kandidat                            | Stimmen                             | %                                   | ±                                   |
| ----------------------------------- | ----------------------------------- | ----------------------------------- | ----------------------------------- | ----------------------------------- |
| SNP                                 | Patrick Grady                       | 16.982                              | 46,9                                | +9,3                                |
| Labour                              | Pam Duncan-Glancy                   | 11.381                              | 31,4                                | −3,1                                |
| Conservative                        | Tony Curtis                         | 3806                                | 10,5                                | −4,2                                |
| Liberal Democrats                   | Andrew Chamberlain                  | 2394                                | 6,6                                 | +3,2                                |
| Green                               | Cass McGregor                       | 1308                                | 3,6                                 | −6,1                                |
| Brexit Party                        | Dionne Cocozza                      | 320                                 | 0,9                                 | +0,9                                |